# Eunice caeca
Eunice caeca är en ringmaskart som beskrevs av Shisko 1982. Eunice caeca ingår i släktet Eunice och familjen Eunicidae. Inga underarter finns listade i Catalogue of Life.